# Britische Unterhauswahl 1922
| Regierung (344): Conservative 344 |  | Opposition (270): Labour 142 Liberal 61 National Liberal 53 ICon 3 Unabh. 3 Nationalist 2 Communist 1 Constitution 1 Prohibition 1 ILab 1 ILib 1 IRep 1 |
| Speaker 1                         |  | |

Zusammensetzung:

Die britische Unterhauswahl 1922 fand am 15. November 1922 statt, um die Abgeordneten für das Unterhaus (House of Commons) neu zu bestimmen. Es war die erste Wahl, nachdem 26 der 32 irischen Grafschaften den Irischen Freistaat gegründet hatten. Die Conservative Party unter Andrew Bonar Law erhielt eine absolute Mehrheit der Sitze; die Wahlbeteiligung betrug 73,0 % und damit 15,8 Prozentpunkte mehr als bei der Wahl 1918.

## Vorgeschichte
Die seit 1916 amtierende Koalitionsregierung Lloyd George war im Oktober 1922 nach einem Aufstand der konservativen Hinterbänkler (Carlton Club-Treffen vom 19. Oktober 1922) zerfallen und der konservative Parteiführer Bonar Law mit der Regierungsbildung beauftragt worden. Bonar Law berief umgehend Neuwahlen ein, um eine Mehrheit für seine Partei zu erlangen. Von der Liberal Party hatte sich der Flügel, der bislang mit den Konservativen die Koalitionsregierung bildete und mit David Lloyd George den Premierminister stellte, als National Liberal Party abgespalten, die erstmals eigenständig bei einer Wahl antrat.

## Wichtige Parteiführer

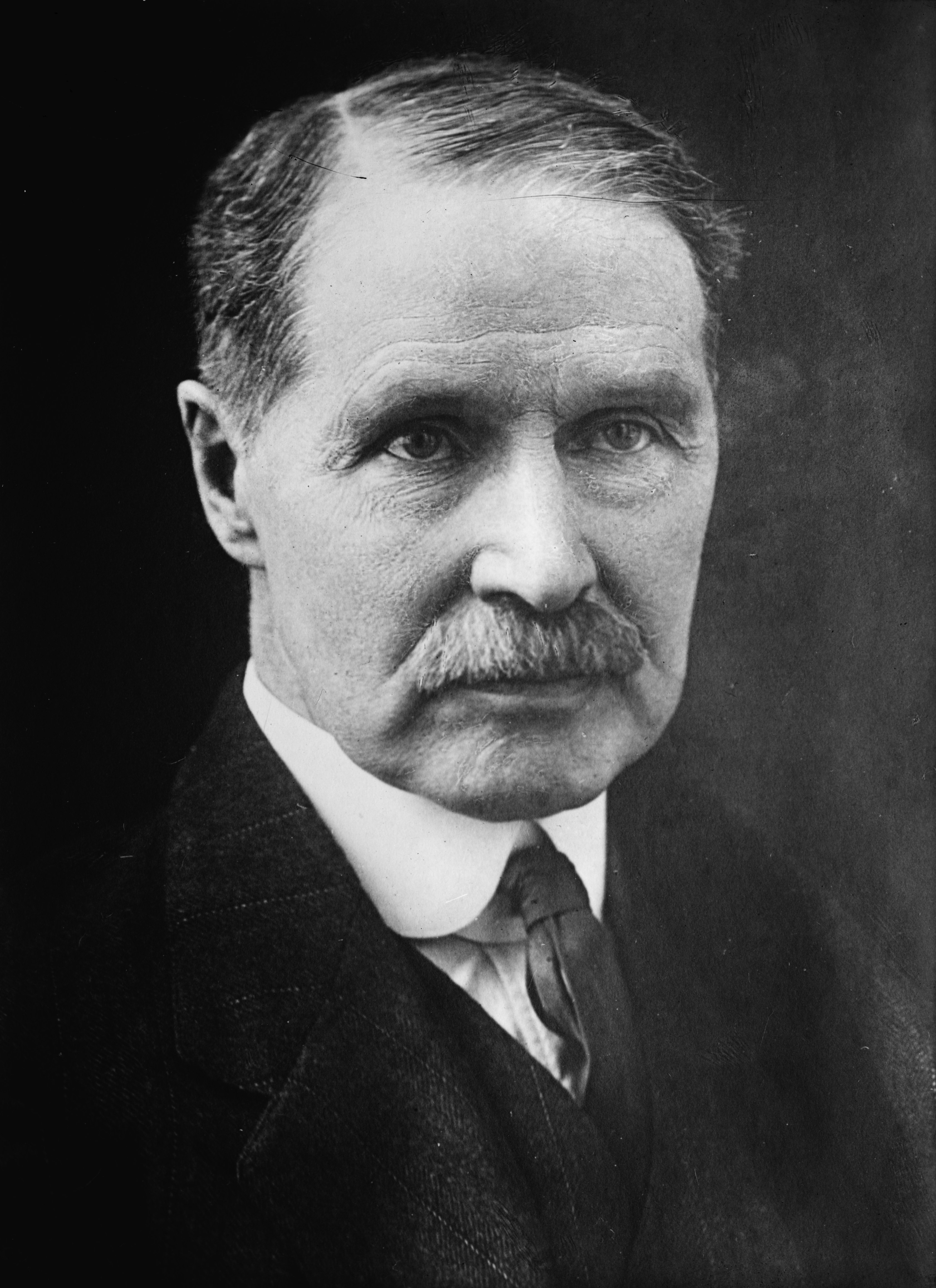
Premierminister Andrew Bonar Law (Conservatives)
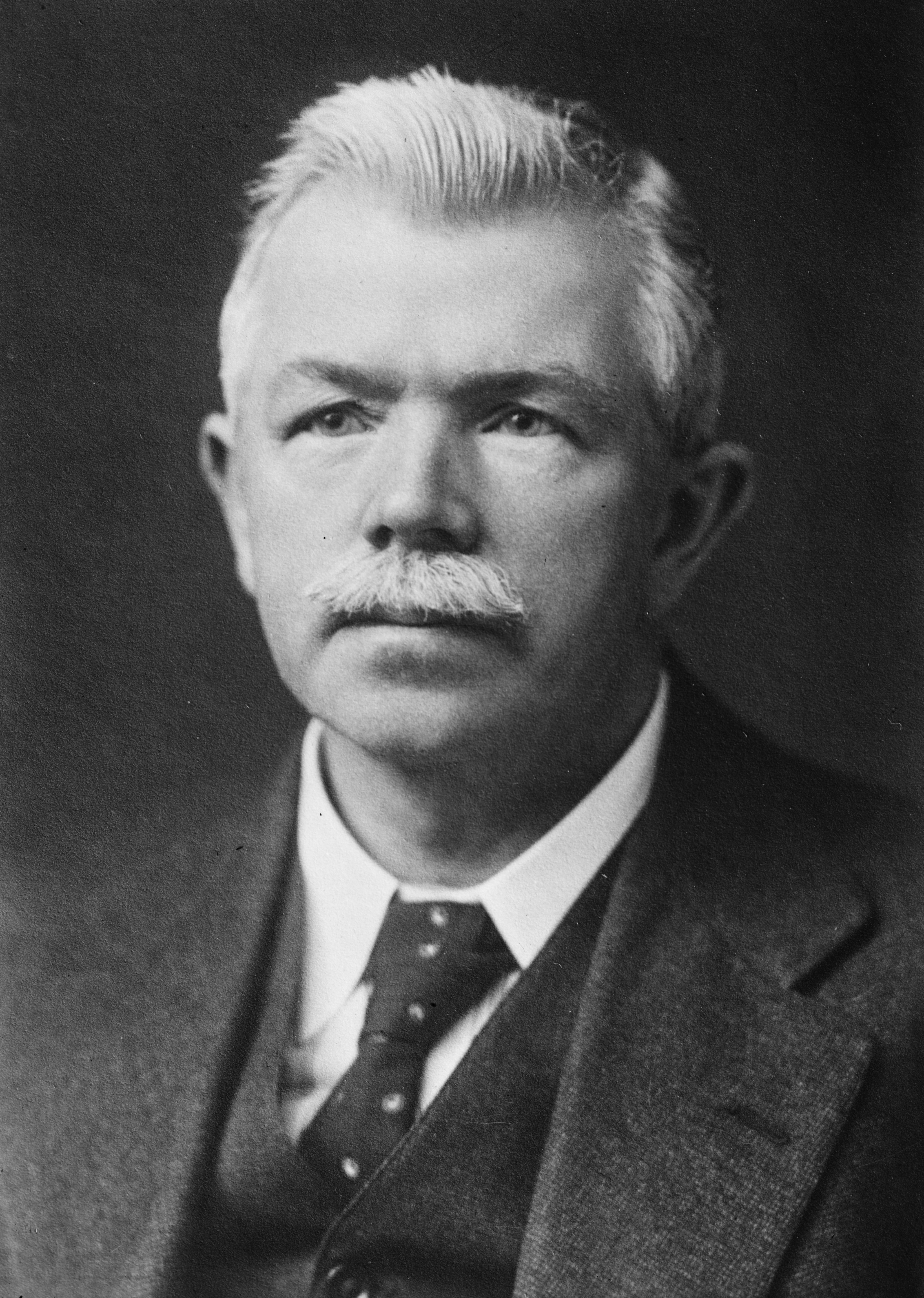
Member of Parliament John Robert Clynes (Labour)
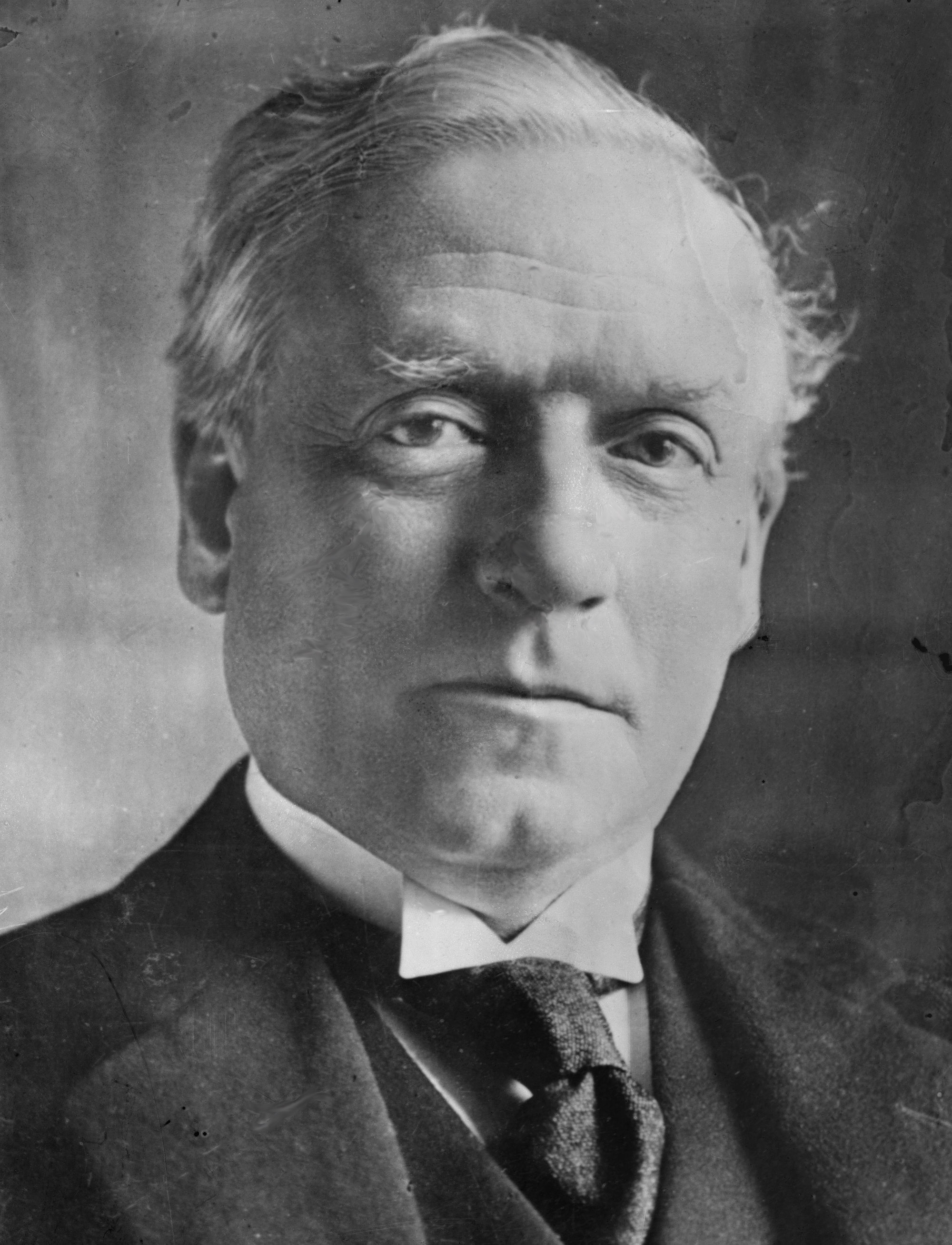
Früherer Premierminister Herbert Asquith (Liberal)
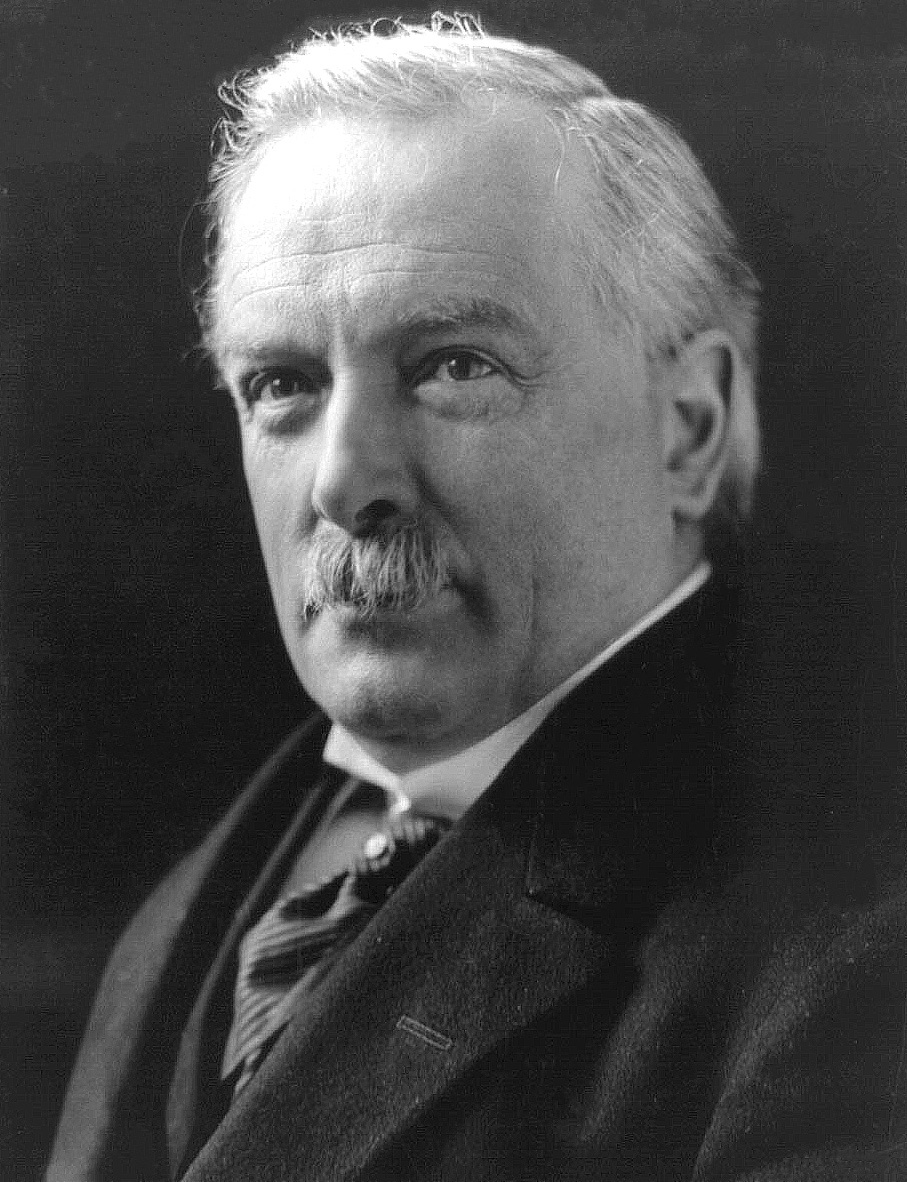
Früherer Premierminister David Lloyd George (National Liberal)

## Wahlsystem
Gewählt wurde nach dem Mehrheitswahl-System, eine Sperrklausel gab es nicht. 

## Wahlergebnis

Ergebnisse nach Wahlkreisen. Die Farben entsprechen der nebenstehenden Tabelle.

| Partei  | Partei                            | Stimmen    | Stimmen | Stimmen | Sitze  | Sitze |
| Partei  | Partei                            | Anzahl     | %       | +/−     | Anzahl | +/−   |
| ------- | --------------------------------- | ---------- | ------- | ------- | ------ | ----- |
|         | Conservative Party                | 5.294.465  | 38,5    | +0,1    | 344    | -35   |
|         | Labour Party                      | 4.076.665  | 29,7    | +8,9    | 142    | +85   |
|         | Liberal Party                     | 2.601.486  | 18,9    | +5,9    | 62     | +26   |
|         | National Liberal Party            | 1.355.366  | 9,9     | −2,7    | 53     | −74   |
|         | Unabhängige Konservative          | 116.861    | 0,9     | +0,5    | 3      | +2    |
|         | Unabhängige                       | 114.697    | 0,8     | −0,2    | 3      | +1    |
|         | Nationalist Party                 | 57.641     | 0,4     | −1,8    | 2      | −5    |
|         | Communist Party of Great Britain  | 30.684     | 0,2     |         | 1      | +2    |
|         | Agriculturalist                   | 21.510     | 0,2     | ±0,0    | 0      | ±0    |
|         | Unabhängige Labour                | 18.419     | 0,1     | −1,0    | 1      | −1    |
|         | Constitutionalist                 | 16.662     | 0,1     |         | 1      | +1    |
|         | Scottish Prohibition Party        | 16.289     | 0,1     | +0,1    | 1      | +1    |
|         | Unabhängige Liberals              | 13.197     | 0,1     | −0,1    | 1      | ±0    |
|         | Unabhängige Republicans           | 12.614     | 0,1     |         | 1      | ±0    |
|         | Unabhängige Unionists             | 9.861      | 0,1     |         | 0      |       |
|         | Unabhängige Kommunisten           | 4.027      | 0,0     |         | 0      |       |
|         | Anti-Parlamentarische Kommunisten | 470        | 0,0     |         | 0      |       |
|         | Gesamt                            | 13.748.300 | 100,0   |         | 615    |       |
| Quelle: |                                   |            |         |         |        |       |

1. ↑  einschließlich des Speakers of the House

## Nach der Wahl
Andrew Bonar Law bildete nach der Wahl eine Regierung, die ausschließlich aus Konservativen bestand. Austen Chamberlain und seine Verbündeten innerhalb der Konservativen weigerten sich in das Kabinett einzutreten, da sie die Fortsetzung der Koalitionsregierung mit den Nationalliberalen forderten, die im Rahmen des Carlton-Club-Treffen zerbrach. Bonar Law trat bereits wenig später aus gesundheitlichen Gründen zurück, woraufhin Stanley Baldwin zum Premierminister ernannt und sein neues Kabinett gebildet wurde. Baldwin rief wenig später Neuwahlen aus um sich ein eigenes Mandat vom Volk für die Einführung von Schutzzöllen geben zu lassen. Die Liberalen konnten sich auch deshalb im Rahmen eines Wahlkampfes für Freihandel wiedervereinigen.